# 10602 Masakazu
10602 Masakazu eller 1996 UG3 är en asteroid i huvudbältet som upptäcktes den 16 oktober 1996 av den japanska astronomen Satoru Otomo i Kiyosato. Den är uppkallad efter Masakazu Kusakabe.
Asteroiden har en diameter på ungefär 8 kilometer och den tillhör asteroidgruppen Eunomia.